# Ігор Вуячич
Ігор Вуячич (чорн. Игор Вујачић; нар. 8 серпня 1994, Подгориця, Чорногорія, ФР Югославія) — чорногорський футболіст, центральний захисник російського клубу «Рубін» (Казань) та національної збірної Чорногорії.

## Клубна кар'єра
У вересні 2011 року дебютував у дорослій команді «Зети». У сезоні 2011/12 років провів 12 поєдинків та відзначився одним голом. У лютому 2013 році перейшов до сербської «Воєводини», з якою підписав 4-річний контракт. Однак закріпитися в команді йому не вдалося. у другій половині сезону 2012/13 років провів два матчі в чемпіонаті, а на початку наступного року залишив сербський клуб вільним агентом. У квітні 2014 року приєднався до польського клубу «Відзев» (Лодзь), але одразу ж був переведений до резервної команди.
Після цього повернувся на батьківщину, де влітку 2014 року підписав контракт з «Могреном». На стадіоні Лугові провів півсезону, перш ніж повернутися до рідного клубу «Зета». Протягом наступних чотирьох з половиною років став одним із найкращих захисників чемпіонату, провів 133 матчі та відзначився 9-ма голами.
У червні 2019 року підписав контракт із сербським клубом «Партизан», де отримав футболку з 5-м ігровим номером. Дебютував за нову команду у день свого 25-річчя, вийшов на заміну в поєдинку 3-го кваліфікаційного раунду Ліги Європи УЄФА проти «Єні Малатьяспора». У своєму першому сезоні в «Партизані» здебільшого входив на поле з лави запасних, провів лише 12 офіційних матчів.
Лише через місяць після початку нового сезону Александар Станоєвич став новим головним тренером «Партизана», й Ігор поступово став гравцем основного складу. Першим голом за столичний клуб відзначився 21 лютого 2021 року в переможному (3:0_ домашньому матчі проти «Радника» (Сурдулиця). А в наступному турі відзначився своїм другим голом за «Партизан», у переможному (6:0) виїзному поєдинку проти «Інджиї».
12 серпня 2021 року Вуячич відіграв важливу роль у матчі-відповіді третього кваліфікаційного раунду Ліги конференцій УЄФА проти «Сочі», коли на 103-й хвилині додаткового часу вибив м’яч з лінії воріт, а згодом у серії пенальті реалізував четвертий пенальті, який вивів «Партизан» у раунд плей-оф. У першому поєдинку раунду плей-офф Вуячич відзначився голом у програному (1:2) поєдинку проти «Санта-Клари». На 54-й хвилині скоротив перевагу португальців. Чудову комбінацію «Партизана» розпочав Натхо зі штрафного, м’яч дійшов до Щекича, який головою перекинув його на інший фланг на Вуячича. Він головою переправив м'яч у сітку і встановив остаточний рахунок, 1:2 на користь «Санта-Клари».

## Кар'єра в збірній
Виступав за юнацьку (U-19) та молодіжну збірну Чорногорії. У футболці національної збірної дебютував 7 червня 2019 року в нічийному (1:1) поєдинку проти Косова, в якому відіграв усі 90 хвилин.

## Статистика виступів

### Клубна
Станом на 27 лютого 2023 року
| Клуб                | Сезон             | Ліга                  | Ліга            | Ліга | Нац. кубок      | Нац. кубок | Єврокубки       | Єврокубки | Інші кубки      | Інші кубки | Загалом         | Загалом |
| Клуб                | Сезон             | Дивізіон              | зіграних матчів | Гол  | зіграних матчів | Гол        | зіграних матчів | Гол       | зіграних матчів | Гол        | зіграних матчів | Гол     |
| ------------------- | ----------------- | --------------------- | --------------- | ---- | --------------- | ---------- | --------------- | --------- | --------------- | ---------- | --------------- | ------- |
|                     |                   |                       |                 |      |                 |            |                 |           |                 |            |                 |         |
| «Зета»              | 2011/12           | Перша ліга Чорногорії | 12              | 1    | 1               | 0          | —               | —         | —               | —          | 13              | 1       |
| «Зета»              | 2012/13           | Перша ліга Чорногорії | 10              | 0    | —               | —          | 6               | 1         | —               | —          | 16              | 1       |
|                     |                   |                       |                 |      |                 |            |                 |           |                 |            |                 |         |
| «Воєводина»         | 2012/13           | Суперліга Сербії      | 2               | 0    | 0               | 0          | —               | —         | —               | —          | 2               | 0       |
| «Воєводина»         | 2013/14           | Суперліга Сербії      | 0               | 0    | 0               | 0          | 0               | 0         | —               | —          | 0               | 0       |
| «Воєводина»         | Загалом           | Загалом               | 2               | 0    | 0               | 0          | 0               | 0         | —               | —          | 2               | 0       |
|                     |                   |                       |                 |      |                 |            |                 |           |                 |            |                 |         |
| «Відзев II» (Лодзь) | 2013/14           | Четверта ліга Польщі  | 8               | 1    | —               | —          | —               | —         | —               | —          | 8               | 1       |
|                     |                   |                       |                 |      |                 |            |                 |           |                 |            |                 |         |
| «Могрен»            | 2014/15           | Перша ліга Чорногорії | 12              | 0    | —               | —          | —               | —         | —               | —          | 12              | 0       |
|                     |                   |                       |                 |      |                 |            |                 |           |                 |            |                 |         |
| «Зета»              | 2014/15           | Перша ліга Чорногорії | 14              | 2    | —               | —          | —               | —         | —               | —          | 14              | 2       |
| «Зета»              | 2015/16           | Перша ліга Чорногорії | 26              | 0    | 3               | 0          | —               | —         | —               | —          | 29              | 0       |
| «Зета»              | 2016/17           | Перша ліга Чорногорії | 28              | 1    | 3               | 0          | —               | —         | —               | —          | 31              | 1       |
| «Зета»              | 2017/18           | Перша ліга Чорногорії | 33              | 5    | 0               | 0          | 2               | 0         | —               | —          | 35              | 5       |
| «Зета»              | 2018/19           | Перша ліга Чорногорії | 32              | 1    | 2               | 0          | —               | —         | —               | —          | 34              | 1       |
| «Зета»              | Загалом           | Загалом               | 155             | 10   | 9               | 0          | 8               | 1         | —               | —          | 172             | 11      |
|                     |                   |                       |                 |      |                 |            |                 |           |                 |            |                 |         |
| «Партизан»          | 2019/20           | Суперлига Србије      | 8               | 0    | 1               | 0          | 3               | 0         | —               | —          | 12              | 0       |
| «Партизан»          | 2020/21           | Суперлига Србије      | 22              | 4    | 4               | 1          | 0               | 0         | —               | —          | 26              | 5       |
| «Партизан»          | 2021/22           | Суперлига Србије      | 31              | 3    | 2               | 0          | 14              | 1         | —               | —          | 47              | 4       |
| «Партизан»          | 2022/23           | Суперлига Србије      | 19              | 2    | 0               | 0          | 11              | 0         | —               | —          | 30              | 2       |
| «Партизан»          | Загалом           | Загалом               | 80              | 9    | 7               | 1          | 28              | 1         | —               | —          | 115             | 11      |
|                     |                   |                       |                 |      |                 |            |                 |           |                 |            |                 |         |
| Усього за кар'єру   | Усього за кар'єру | Усього за кар'єру     | 257             | 20   | 16              | 1          | 36              | 2         | —               | —          | 309             | 23      |
|                     |                   |                       |                 |      |                 |            |                 |           |                 |            |                 |         |

1. 1 2 3  Усі матчі зіграні в рамках кваліфікації Ліги Європи.[12]
2. ↑  Сюди увійшли всі сезони, в яких виступав за клуб.[17]
3. ↑  Усі матчі були зіграні в Лізі конференцій[12]

### У збірній

#### По роках
Станом на 24 липня 2022
| Чорногорія | Чорногорія | Чорногорія |
| Рік        | Матчі      | Голи       |
| ---------- | ---------- | ---------- |
| 2019.      | 3          | 0          |
| 2020.      | 5          | 0          |
| 2021.      | 9          | 0          |
| 2022.      | 6          | 0          |
| Укупно     | 23         | 0          |

#### По матчах
| Дата       | Місто      | Господарі            | Результат | Гості                | Турнір                                | Голи | Примітки |
| ---------- | ---------- | -------------------- | --------- | -------------------- | ------------------------------------- | ---- | -------- |
| 7-6-2019   | Подгориця  | Чорногорія           | 1 – 1     | Косово               | Відбір до ЧЄ 2020                     | -    |          |
| 10-6-2019  | Оломоуць   | Чехія                | 3 – 0     | Чорногорія           | Відбір до ЧЄ 2020                     | -    | 62'      |
| 19-11-2019 | Подгориця  | Чорногорія           | 2 – 0     | Білорусь             | товариський матч                      | -    | 51'      |
| 5-9-2020   | Строволос  | Кіпр                 | 0 – 2     | Чорногорія           | Ліга націй УЄФА 2020-2021 - 1-й раунд | -    |          |
| 8-9-2020   | Люксембург | Люксембург           | 0 – 1     | Чорногорія           | Ліга націй УЄФА 2020-2021 - 1-й раунд | -    |          |
| 10-10-2020 | Подгориця  | Чорногорія           | 2 – 0     | Азербайджан          | Ліга націй УЄФА 2020-2021 - 1-й раунд | -    |          |
| 14-11-2020 | Баку       | Азербайджан          | 0 – 0     | Чорногорія           | Ліга націй УЄФА 2020-2021 - 1-й раунд | -    |          |
| 17-11-2020 | Подгориця  | Чорногорія           | 4 – 0     | Кіпр                 | Ліга націй УЄФА 2020-2021 - 1-й раунд | -    | 68'      |
| 24-3-2021  | Рига       | Латвія               | 1 – 2     | Чорногорія           | Відбір до ЧС 2022                     | -    | 45'      |
| 30-3-2021  | Подгориця  | Чорногорія           | 0 – 1     | Норвегія             | Відбір до ЧС 2022                     | -    |          |
| 5-6-2021   | Подгориця  | Чорногорія           | 1 – 3     | Ізраїль              | товариський матч                      | -    |          |
| 1-9-2021   | Стамбул    | Туреччина            | 2 – 2     | Чорногорія           | Відбір до ЧС 2022                     | -    | 86'      |
| 7-9-2021   | Подгориця  | Чорногорія           | 0 – 0     | Латвія               | Відбір до ЧС 2022                     | -    |          |
| 8-10-2021  | Гібралтар  | Гібралтар            | 0 – 3     | Чорногорія           | Відбір до ЧС 2022                     | -    |          |
| 11-10-2021 | Осло       | Норвегія             | 2 – 0     | Чорногорія           | Відбір до ЧС 2022                     | -    | 49'      |
| 13-11-2021 | Подгориця  | Чорногорія           | 2 – 2     | Нідерланди           | Відбір до ЧС 2022                     | -    |          |
| 16-11-2021 | Подгориця  | Чорногорія           | 1 – 2     | Туреччина            | Відбір до ЧС 2022                     | -    |          |
| 24-3-2022  | Єреван     | Вірменія             | 1 – 0     | Чорногорія           | товариський матч                      | -    | 77'      |
| 28-3-2022  | Подгориця  | Чорногорія           | 1 – 0     | Греція               | товариський матч                      | -    | 45+1'    |
| 4-6-2022   | Подгориця  | Чорногорія           | 2 – 0     | Румунія              | Ліга націй УЄФА 2022-2023 - 1-й раунд | -    |          |
| 7-6-2022   | Гельсінкі  | Фінляндія            | 2 – 0     | Чорногорія           | Ліга націй УЄФА 2022-2023 - 1-й раунд | -    | 68'      |
| 11-6-2022  | Подгориця  | Чорногорія           | 1 – 1     | Боснія і Герцеговина | Ліга націй УЄФА 2022-2023 - 1-й раунд | -    |          |
| 14-6-2022  | Бухарест   | Румунія              | 0 – 3     | Чорногорія           | Ліга націй УЄФА 2022-2023 - 1-й раунд | -    |          |
| 23-9-2022  | Зениця     | Боснія і Герцеговина | 1 – 0     | Чорногорія           | Ліга націй УЄФА 2022-2023 - 1-й раунд | -    |          |
| 26-9-2022  | Подгориця  | Чорногорія           | 0 – 2     | Фінляндія            | Ліга націй УЄФА 2022-2023 - 1-й раунд | -    | 12'      |
| Усього     |            | Матчів               | 25        |                      | Голів                                 | 0    |          |